# Classe S (cacciatorpediniere 1916)
La classe S fu una classe di cacciatorpediniere della Royal Navy, composta da 67 unità entrate in servizio tra il 1918 e il 1922.
La classe S si componeva in realtà di tre sottoclassi distinte: un modello base elaborato su progetto dell'Ammiragliato (e quindi indicato come "Admiralty") realizzato in 55 esemplari da vari cantieri in tutto il Regno Unito, e due modelli modificati sviluppati dalla Yarrow Shipbuilders (sette unità) e dalla John I. Thornycroft & Company (cinque unità) a partire dal progetto originale.
Solo un numero limitato di unità della classe S entrò in servizio prima della conclusione della prima guerra mondiale, e di conseguenza nessuna di esse partecipò a eventi rilevanti nel corso del conflitto. Le unità classe S servirono principalmente durante il periodo interbellico, e la maggior parte di esse finì per essere radiata e avviata alla demolizione nel corso degli anni 1930 per permettere al Regno Unito di rispettare i limiti di naviglio imposti dal trattato navale di Washington; nel corso degli anni 1920 cinque unità furono cedute alla Royal Australian Navy e due alla Royal Canadian Navy, ma anch'esse furono radiate nel corso degli anni 1930.
Undici unità, comprese alcune riconvertite in posamine, erano ancora in servizio con la Royal Navy allo scoppio della seconda guerra mondiale, e benché ormai obsolete presero parte al conflitto sia nelle acque europee che in quelle del Sud-est asiatico; gli ultimi esemplari furono radiati e demoliti entro il giugno 1947.

## Caratteristiche

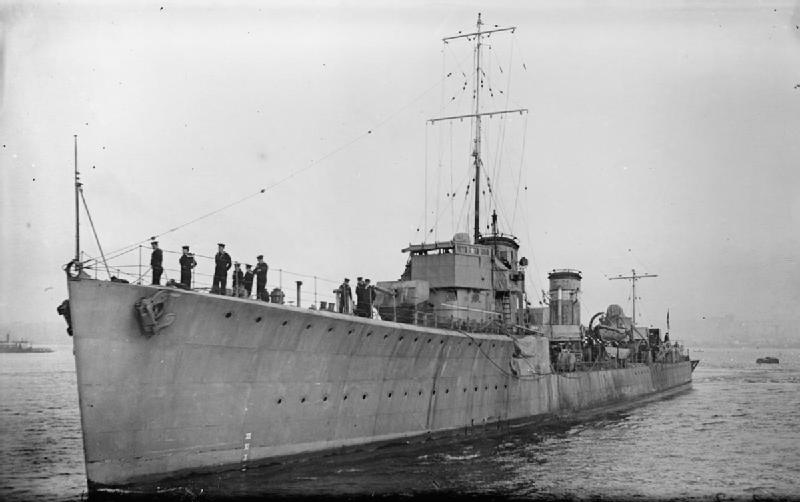
Lo HMS Serene nel 1919 circa

Il progetto della classe S riprendeva per la maggior parte quello della precedente classe R, un modello di cacciatorpediniere in costruzione fin dal 1916; rispetto ai classe R, i classe S sarebbero stati più economici e di costruzione più rapida, oltre a poter sviluppare una velocità maggiore. Nel progetto delle nuove unità furono implementate varie innovazioni consigliate direttamente all'Ammiragliato dai comandanti dei cacciatorpediniere britannici, tra cui l'aumento dei tubi lanciasiluri, una prua arcuata a peschereccio e un cassero di prua convesso che avrebbero consentito virate ad angoli più acuti.
Nel progetto originale elaborato dall'Ammiragliato, lo scafo dei classe S era lungo fuori tutto 84,1 metri, largo 8,16 metri e con un pescaggio massimo di 2,75 metri; il dislocamento standard ammontava a 1.075 tonnellate, che salivano a 1.225 tonnellate con la nave a pieno carico. L'apparato propulsivo si basava su due turbine a vapore tipo Parsons o Brown-Curtis alimentate da tre caldaie a tubi d'acqua tipo Yarrow o White-Forster, per una potenza di 27.000 shp; la velocità massima era di 36 nodi, per un'autonomia di 2.750 miglia alla velocità di crociera di 15 nodi. L'equipaggio ammontava a 90 tra ufficiali e marinai.
L'armamento di artiglieria consisteva in tre cannoni da 102 mm, arma standard dei cacciatorpediniere britannici della prima guerra mondiale, collocati in altrettanti impianti singoli scudati (uno a prua, uno a poppa e uno a centro nave), e un singolo cannone automatico Vickers-Armstrong QF 2 lb da 40 mm impiegato come arma antiaerea; erano poi disponibili due lanciatori per bombe di profondità. Per quanto riguarda l'armamento silurante, il progetto originale prevedeva quattro tubi lanciasiluri da 533 mm disposti in impianti binati a poppa dietro i fumaioli e due tubi lanciasiluri da 450 mm installati in posizione fissa a prua che facevano fuoco da aperture praticate nel fasciame del cassero; poiché la sistemazione dei tubi da 450 mm favoriva le infiltrazioni di acqua a bordo con il mare preso di prua, essi furono ben presto eliminati limitando l'armamento silurante ai soli tubi da 533 mm.

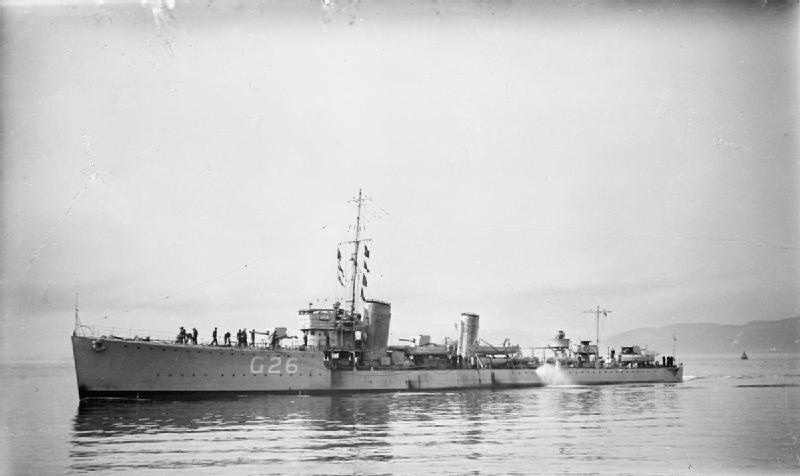
Lo HMS Sepoy nel 1918

Due versioni modificate del progetto dei classe S elaborato dall'Ammiragliato furono proposte dalle ditte britanniche Yarrow Shipbuilders e Thornycroft & Company: il progetto della Yarrow prevedeva uno scafo più piccolo (lungo 930 metri e largo 83,4 metri, con un dislocamento standard di 930 tonnellate e di 1.060 tonnellate a pieno carico) per ottimizzare la velocità ed eliminava fin dall'origine i tubi lanciasiluri da 450 mm fissi a prua; il progetto della Thornycroft, al contrario, prevedeva uno scafo leggermente più largo (8,34 metri) con un maggior dislocamento (standard 1.087 tonnellate, a pieno carico 1.240 tonnellate), una posizione più sopraelevata per il cannone da 102 mm di prua che garantiva una migliore tenuta del mare, e una migliore disposizione dei tubi lanciasiluri da 450 mm (collocati di traverso a prua e facenti fuoco attraverso una stretta apertura) che eliminava in parte il problema delle infiltrazioni di acqua.
Le unità che rimasero più a lungo in servizio subirono varie modifiche all'armamento: tra il 1938 e il 1939 tre unità furono riconvertite in posamine sbarcando il cannone da 102 mm di poppa e i tubi lanciasiluri per fare posto alle rotaie per la posa di 40 mine navali, mentre nel tardo 1940 altre sei unità furono convertite in navi antisommergibili per la protezione del traffico navale tramite lo sbarco di due cannoni da 102 mm, del pezzo da 40 mm e dei lanciasiluri in favore di un cannone da 76 mm, due impianti quadrupli di mitragliatrici da 12,7 mm (poi rimpiazzati da quattro mitragliere da 20 mm Oerlikon) e una più numerosa dotazione di bombe di profondità. Nel giugno 1918 una unità, lo HMS Senator, fu equipaggiata a poppa con una piattaforma capace di ospitare un biplano che poteva decollare quando la nave procedeva a macchine indietro tutta, ma la soluzione non si rivelò più di tanto soddisfacente e fu eliminata nel 1919.

## Unità

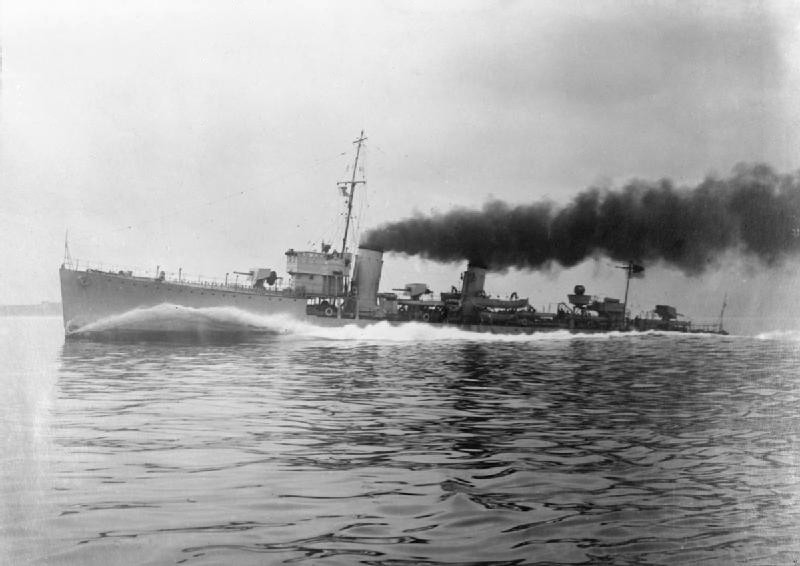
Il HMS Tenedos nel 1921

L'ordine per la realizzazione delle prime 24 unità tipo Admiralty fu emanato nell'aprile 1917, seguito in giugno da quello per ulteriori 33 unità prive dei lanciasiluri da 450 mm: la costruzione di due unità del secondo gruppo fu annullata nel 1919, portando a 55 il totale dei classe S realizzati secondo il progetto Admiralty. Le sette unità basate sul progetto della Yarrow furono impostate tra l'aprile e il giugno 1917, mentre le cinque progettate dalla Thornycroft furono impostate in due lotti, il primo nel maggio 1917 con due unità e il secondo tra novembre 1917 e gennaio 1918 con tre unità.
Solo 19 unità classe S furono completate ed entrarono in servizio prima della conclusione delle ostilità l'11 novembre 1918, e di conseguenza nessuna di esse partecipò a eventi bellici rilevanti nel corso della prima guerra mondiale; nel dopoguerra alcune unità presero parte alle operazioni della Royal Navy contro la Repubblica Socialista Federativa Sovietica Russa nell'ambito della guerra civile russa, e il HMS Tobago fu radiato dal servizio dopo aver urtato il 12 novembre 1920 una mina russa nel Mar Nero riportando danni irreparabili. Tre unità furono perse per incidenti nel corso del periodo interbellico: il HMS Tryphon finì incagliato durante un'operazione nel mar Mediterraneo il 4 maggio 1919 e fu radiato perché giudicato come non riparabile, lo HMS Stonehendge fece naufragio al largo di Smirne il 6 novembre 1920 e lo HMS Speedy affondò per la collisione con un mercantile nel Mar di Marmara il 22 settembre 1922.

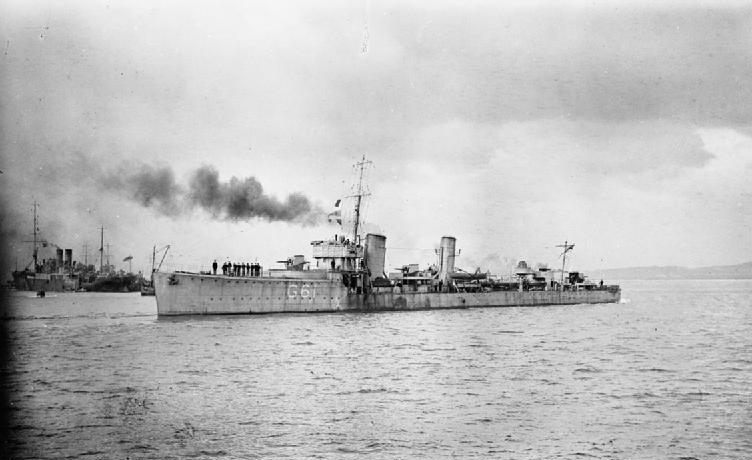
Il HMS Tobago nel 1918

Cinque unità già in servizio con la Royal Navy (Stalwart, Success, Swordsman, Tasmania e Tattoo) furono cedute alla Royal Australian Navy nel giugno 1919, seguite da due unità (Torbay poi Champlain e Toreador poi Vancouver) cedute alla Royal Canadian Navy nel marzo 1928; nessuna delle unità australiane e canadesi fu impegnata in particolari azioni belliche, e tutte furono radiate dal servizio entro il 1937.
Ormai tecnologicamente obsolete, la gran parte delle unità classe S fu radiata dal servizio e avviata alla demolizione tra la fine degli anni 1920 e la seconda metà degli anni 1930, anche per consentire al Regno Unito di rispettare i limiti di naviglio da guerra imposti dalle convenzioni internazionali stipulate nel periodo. Allo scoppio della seconda guerra mondiale rimanevano in servizio con la Royal Navy undici unità classe S, comprese le tre (Stronghold, Sturdy e Thracian) che erano state convertite in posamine alla fine degli anni 1930 e altre che erano state convertite in navi bersaglio; riarmate, sette unità parteciparono alla guerra nelle acque europee principalmente come unità per la scorta dei convogli navali, e lo HMS Sturdy finì affondato il 30 ottobre 1940 dopo aver urtato gli scogli al largo dell'isola di Tiree sulla costa occidentale della Scozia.

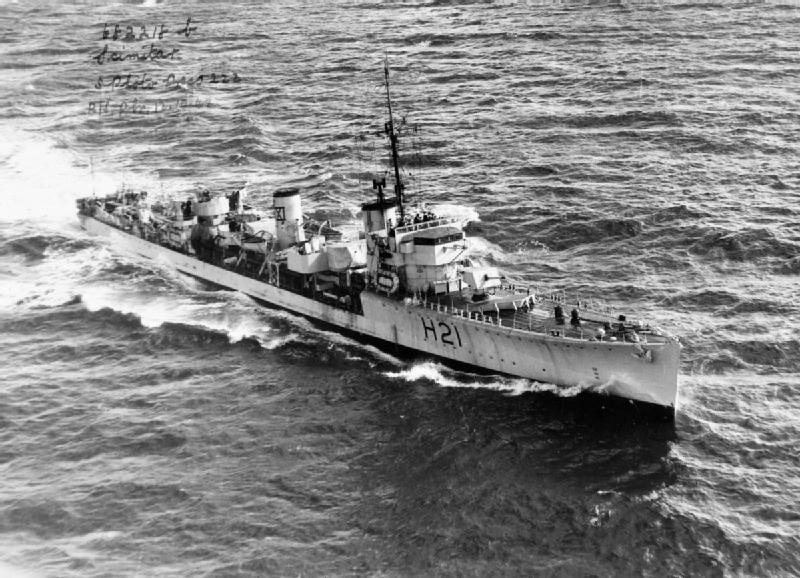
Lo HMS Scimitar, una delle ultime unità della classe a essere radiata

Una flottiglia di quattro unità era invece dislocata nelle colonie britanniche del Sud-est asiatico, e fu di conseguenza impegnata nelle attività belliche contro i giapponesi a partire dal dicembre 1941: lo HMS Thracian era di base a Hong Kong e, dopo essere stato gravemente danneggiato in un attacco aereo giapponese, fu fatto incagliare dall'equipaggio poco prima della resa della colonia il 25 dicembre 1941; recuperato e riparato, fu rimesso in servizio con la Marina imperiale giapponese e impiegato come nave pattuglia e unità d'addestramento, per poi essere recuperato dai britannici dopo la resa dei giapponesi e quindi demolito nel febbraio 1946. Delle altre unità, il HMS Thanet partecipò agli eventi della campagna di Malesia finendo affondato dal tiro di cacciatorpediniere giapponesi il 27 gennaio 1942 durante la battaglia di Endau; lo HMS Stronghold fu sorpreso e affondato il 2 marzo 1942 nelle acque a sud di Giava da una formazione giapponese comprendente l'incrociatore Maya e i cacciatorpediniere Arashi e Nowaki; il HMS Tenedos infine fu colato a picco da aerei giapponesi il 5 aprile 1942 al largo di Colombo durante l'incursione giapponese nell'Oceano Indiano.
Le unità sopravvissute alla seconda guerra mondiale furono radiate dal servizio negli anni immediatamente successivi alla conclusione delle ostiltà: le ultime due, lo HMS Scimitar e lo HMS Saladin furono avviate alla demolizione nel giugno 1947.